# Zvučni alveolo-palatalni frikativ
Zvučni alveolo-palatalni frikativ glas je koji postoji u nekim jezicima, a u međunarodnoj fonetskoj abecedi za nj se rabi simbol [ʑ].
Glas se pojavljuje u hrvatskome standardnom jeziku kao alofon glasa [ʒ] pred afrikatom [d͡ʑ] (primjerice, grožđe [groʑd͡ʑe]).
Osim toga, kao fonem postoji u poljskom, donjolužičkosrpskom, kabardinskom i drugim.
Karakteristike su:
- po načinu tvorbe jest frikativ
- po mjestu tvorbe jest alveolo-palatalni suglasnik
- po zvučnosti jest zvučan.